# 果园乡 (盖州市)
果园乡，是中华人民共和国辽宁省营口市盖州市下辖的一个乡镇级行政单位。

## 行政区划
果园乡下辖以下地区：
郊园村、富沟园村、北李园村、偏坡园村、何沟园村、红山园村、南山园村、大梨园村和龙山园村。